# Основы метафизики нравственности
Основы метафизики нравственности — труд Иммануила Канта, вышедший в 1785 году. Это предварение к критике практического разума, задача которого — найти высший принцип моральности:226.
Согласно Канту, только разумное существо имеет волю — причинность, благодаря которой оно способно совершать поступки из принципов. Воление действует по троякого рода принципам:
- правила умения: что нужно делать, чтобы достигнуть какой-то конкретной цели;
- советы благоразумия: определение средств для достижения собственного счастья;
- закон нравственности: определение формы поступка — принципа, независимого от содержания этого поступка и его результата[1]:249, 253—254.

Материя воли — её предмет:307; если он определяет волю, то правило подчинено эмпирическому условию, и поэтому есть лишь практическое предписание, но не закон, который содержит в себе основу обязательности. Первые два принципа сводятся к принципу себялюбия и личного счастья. Но принцип счастья не годится для закона воли, даже если мы объектом воли делаем всеобщее счастье. Суждение о счастье у каждого зависит от его мнения и всегда основывается на данных опыта, так что можно лишь дать правила, которые чаще всего встречаются, но они никогда не будут априорными, так как не содержат в себе абсолютной необходимости.
Если же в правиле отвлечься от всякой материи, то остается только форма всеобщности закона. Таким образом, закон свободной воли состоит лишь в законодательной форме: поступай так, чтобы максима твоей воли могла бы быть всеобщим законом. Это нравственный закон, который даёт нам чистый практический разум. В этом состоит автономия воли, то есть её способность быть самой для себя законом и вместе с тем всеобщим законом. Все же попытки найти принцип нравственности оказываются неудачными, если воля ищет закон для своего определения вне себя, так как тогда она оказывается зависимой от внешнего интереса (своего или чужого) и поэтому такой закон всегда как бы случайный.
Для всех конечных существ, наделённых разумом, этот закон имеет форму принуждения и называется долгом, так как на них в то же время оказывают воздействие чувственные побуждения и потребности. У бесконечного высшего мыслящего существа это закон святости, так как его воля необходимо согласуется с моральным законом.
Моральное убеждение ведёт к соблюдению закона из чувства долга, а не из доброжелательного расположения. В личности нет ничего возвышенного, если её поступки лишь сообразны моральному закону, но оно появляется, когда личность сама для себя устанавливает этот закон и потому подчиняется ему.
Моральный закон повелевает каждому разумному существу делать конечной целью своего поведения высшее благо. Высшее благо в мире — счастье разумных существ в нём и достоинство быть счастливым (нравственность).